# Mariane Sandal Dissing
Mariane Sandal Dissing (født 6. maj 1960) er en dansk advokat, der fra 2013 til 2021 var adm. direktør i Finanssektorens Arbejdsgiverforening (FA).
Dissing blev student fra Morsø Gymnasium i 1979, cand.jur. fra Aarhus Universitet i 1986 og advokat i 1990.
Efter endt uddannelse arbejdede Mariane S. Dissing som advokatfuldmægtig hos Jon Stokholm (1986-1988), som fuldmægtig hos Forbrugerombudsmanden (1988-1991) og som koncernjurist hos Eskofot A/S (1991-1993).
I 1993 blev hun ansat i Finanssektorens Arbejdsgiverforening (FA) som advokat. I 2013 blev Mariane S. Dissing udnævnt til adm. direktør samme sted .
Mariane S. Dissing er medlem af Repræsentantskabet i ATP  og dommer i Arbejdsretten .
Mariane S. Dissing er gift med arkitekt Lars Jesper Lundsgaard. Parret har en søn og er bosiddende i Virum.